# Канарський Сергій Михайлович
Канарський Сергій Михайлович (нар. 25 травня, 1890, Варшава — пом. 1937) — український вчений-правознавець, професор, директор Інституту радянського будівництва і права (у 1937 реорганізовано у Харківський юридичний інститут), завідувач кафедри кримінального права (1934–1937) у тому ж інституті.

## Біографія
Народився 25 травня 1890 року у місті Варшаві (Польща).
У 1915 році закінчив Київський комерційний інститут (зараз Київський національний економічний університет імені Вадима Гетьмана), де отримав юридичну освіту.
Після Російської революції 1917 року Канарський був обраний до Ради у місті Харкові. Потім працював головою Окружної ради у Києві.
Протягом 1920–1932 років Сергій Михайлович обіймав посади заступника наркома юстиції УРСР, голови касаційної Колегії з кримінальних справ, завідувача відділу публікацій законів, голови Верховного Суду УРСР. Працював у наркоматах іноземних та внутрішніх справ, Центральному статистичному управлінні.
У 1932–1934 років працював начальником житлового комунального сектора Держплану УРСР.
У 1934–1937 роках – професор, директор Інституту радянського будівництва і права (у 1937 реорганізовано у Харківський юридичний інститут). У цей же час завідував кафедрою кримінального права.
У 1937 році Сергія Михайловича звинуватили у вчиненні контрреволюційних злочинів і стратили. Реабілітований 15 листопада 1957 року за відсутністю складу злочину.

## Наукова діяльність
Основні наукові праці:
- «Класові моменти в політиці суду»
- «Питання кримінального судочинства» (1924)
- «Як і за що карає Кримінальний кодекс» (1925)

За редакцією С. М. Канарського вийшов «Коментар до Кримінального кодексу радянських республік» (1924, 1925, 1928).